# Грузія на Олімпійських іграх
Грузія на Олімпійських іграх

## Історія
Національний олімпійський комітет Грузії був створений 6 жовтня 1989 року після оголошеного у вересні цього ж року політичного і економічного суверенітету. Першим його президентом була обрана шахістка Нона Гапріндашвілі. Після відновлення державної незалежності країни, грузинські спортсмени разом з іншими атлетами колишніх радянських республік брали участь в літніх Олімпійських іграх 1992 року в Барселоні у складі Об'єднаної команди. До цього грузини з 1952 р. були учасниками Олімпійських ігор під прапором СРСР. 1993 року Міжнародний Олімпійський Комітет визнав НОК Грузії як повноважного члена, і на зимові Олімпійські ігри 1994 року в Ліллехаммері грузинські спортсмени вперше приїхали, як незалежна команда. З того часу вони брали участь у всіх зимових та літніх Олімпійських іграх.

## Статистика
167 спортсменів Грузії (134 чоловіків і 33 жінки) були учасниками змагань з 97 олімпійських дисциплін у 23 видах спорту. Наймолодшою учасницею (15 років 257 днів) є Еллісон Рід, яка брала участь у змаганнях зі спортивних танців на льоду на зимових Олімпійських іграх 2010 у Ванкувері. Найстаршою є Ніно Салуквадзе (47 років 190 днів), яка брала участь у змаганнях зі стрільби на літніх Олімпійських іграх 2016 в Ріо-де-Жанейро. Найбільша кількість учасників від Грузії — 40 брали участь на літніх Олімпійських іграх 2016 року Ріо-де-Жанейро. За роки незалежності грузинські олімпійці здобули 33 медалі: 8 золотих, 8 срібних та 17 бронзових. Найбільше, по дві — Георгій Асанідзе (1 золота, 1 бронзова), Лаша Шавдатуашвілі (1 золота, 1 бронзова) та Ельдар Куртанідзе (2 бронзові). Найбільша кількість медалей — по 7 була здобута на трьох Олімпіадах: Пекінській 2008 року (3 золоті, 2 срібні, 2 бронзові), Лондонській 2012 року (1 золота, 3 срібних, 3 бронзові) та Ріо-де-Жанейрській 2016 року (2 золоті, 1 срібна, 4 бронзові). Найбільшу кількість медалей 18 (з них 3 золоті) завойовано у змаганнях з боротьби, 8 (3 золоті) — у змаганнях з дзюдо. Першим олімпійським чемпіоном незалежної Грузії став дзюдоїст Зураб Звіадаурі. Він виборов золоту медаль 18 серпня 2004 року. Другу золоту медаль 21 серпня 2004 року здобув важкоатлет Георгій Асанідзе.

## Медальний залік

### Медалі за Іграми
| Ігри                | Золото | Срібло | Бронза | Загалом |
| 1996 Атланта        | 0      | 0      | 2      | 2       |
| 2000 Сідней         | 0      | 0      | 6      | 6       |
| 2004 Афіни          | 2      | 2      | 0      | 4       |
| 2008 Пекін          | 3      | 2      | 2      | 7       |
| 2012 Лондон         | 1      | 3      | 3      | 7       |
| 2016 Ріо-де-Жанейро | 2      | 1      | 4      | 7       |
| 2020 Токіо          | 2      | 5      | 1      | 8       |
| Всього              | 10     | 13     | 18     | 41      |

### Медалі з видів спорту
| Вид спорту     | Золото | Срібло | Бронза | Загалом |
| Боротьба       | 3      | 5      | 10     | 18      |
| Дзюдо          | 3      | 2      | 3      | 8       |
| Важка атлетика | 2      | 1      | 2      | 5       |
| Бокс           | 0      | 0      | 1      | 1       |
| Стрільба       | 0      | 0      | 1      | 1       |
| Всього         | 8      | 8      | 17     | 33      |

## Медалісти
| Медаль | Спортсмен             | Ігри           | Вид спорту                         | Дисципліна                                 |
| ------ | --------------------- | -------------- | ---------------------------------- | ------------------------------------------ |
| Бронза | Сосо Ліпартеліані     | 1996 Атланта   | Дзюдо                              | чоловіки, напівсередня вага                |
| Бронза | Ельдар Куртанідзе     | 1996 Атланта   | Боротьба                           | вільна боротьба, чоловіки, 90 кг           |
| Бронза | Володимир Чантурія    | 2000 Сідней    | Бокс                               | чоловіки, 91 кг                            |
| Бронза | Георгій Вазаганішвілі | 2000 Сідней    | Дзюдо                              | чоловіки, напівлегка вага                  |
| Бронза | Георгій Асанідзе      | 2000 Сідней    | Важка атлетика                     | чоловіки, 85 кг                            |
| Бронза | Ельдар Куртанідзе     | 2000 Сідней    | Боротьба                           | вільна боротьба, чоловіки, 97 кг           |
| Бронза | Акакій Чачуа          | 2000 Сідней    | Боротьба                           | греко-римська боротьба, чоловіки, 63 кг    |
| Бронза | Мухран Вахтангадзе    | 2000 Сідней    | Боротьба                           | греко-римська боротьба, чоловіки, 85 кг    |
| Золото | Зураб Звіадаурі       | 2004 Афіни     | Дзюдо                              | чоловіки, до 90 кг                         |
| Золото | Георгій Асанідзе      | 2004 Афіни     | Важка атлетика                     | чоловіки, 85 кг                            |
| Срібло | Нестор Кхергіані      | 2004 Афіни     | Дзюдо                              | чоловіки, до 60 кг                         |
| Срібло | Рамаз Нозадзе         | 2004 Афіни     | Боротьба                           | греко-римська боротьба, чоловіки, до 96 кг |
| Золото | Манучар Квіркелія     | 2008 Пекін     | Боротьба                           | греко-римська боротьба, чоловіки, до 74 кг |
| Золото | Іраклій Цирекідзе     | 2008 Пекін     | Дзюдо                              | чоловіки, до 90 кг                         |
| Золото | Реваз Міндорашвілі    | 2008 Пекін     | Боротьба                           | вільна боротьба, чоловіки, до 84 кг        |
| Бронза | Отар Тушишвілі        | 2008 Пекін     | Боротьба                           | вільна боротьба, чоловіки, до 66 кг        |
| Бронза | Георгій Гогшелідзе    | 2008 Пекін     | Боротьба                           | вільна боротьба, чоловіки, до 96 кг        |
| Бронза | Ніно Салуквадзе       | 2008 Пекін     | Стрільба                           | пневматичний пістолет, жінки, 10 м         |
| Золото | Лаша Шавдатуашвілі    | 2012 Лондон    | Дзюдо                              | чоловіки, 66 кг                            |
| Срібло | Реваз Лашхі           | 2012 Лондон    | Боротьба                           | чоловіки, греко-римська боротьба, 60 кг    |
| Срібло | Владімер Хінчегашвілі | 2012 Лондон    | Боротьба                           | чоловіки, вільна боротьба, 55кг            |
| Срібло | Давіт Модзманашвілі   | 2012 Лондон    | Боротьба                           | чоловіки, вільна боротьба, 120 кг          |
| Бронза | Манучар Цхадая        | 2012 Лондон    | Боротьба                           | чоловіки, греко-римська, 66 кг             |
| Бронза | Дато Марсагішвілі     | 2012 Лондон    | Боротьба                           | чоловіки, вільна боротьба, 84 кг           |
| Бронза | Гіоргі Гогшелідзе     | 2012 Лондон    | Боротьба                           | чоловіки, вільна боротьба, 96 кг           |
| Золото | Лаша Талахадзе        | Важка атлетика | понад 105 кг (чоловіки)            | 16 серпня                                  |
| Золото | Владімер Хінчегашвілі | Боротьба       | вільна, до 57 кг (чоловіки)        | 19 серпня                                  |
| Срібло | Варлам Ліпартеліані   | Дзюдо          | до 90 кг (чоловіки)                | 10 серпня                                  |
| Бронза | Лаша Шавдатуашвілі    | Дзюдо          | до 73 кг (чоловіки)                | 8 серпня                                   |
| Бронза | Шмагі Болквадзе       | Боротьба       | греко-римська, до 66 кг (чоловіки) | 16 серпня                                  |
| Бронза | Іраклі Турманідзе     | Важка атлетика | понад 105 кг (чоловіки)            | 16 серпня                                  |
| Бронза | Гено Петріашвілі      | Боротьба       | вільна, до 125 кг (чоловіки)       | 20 серпня                                  |